# Olbracht Łaski

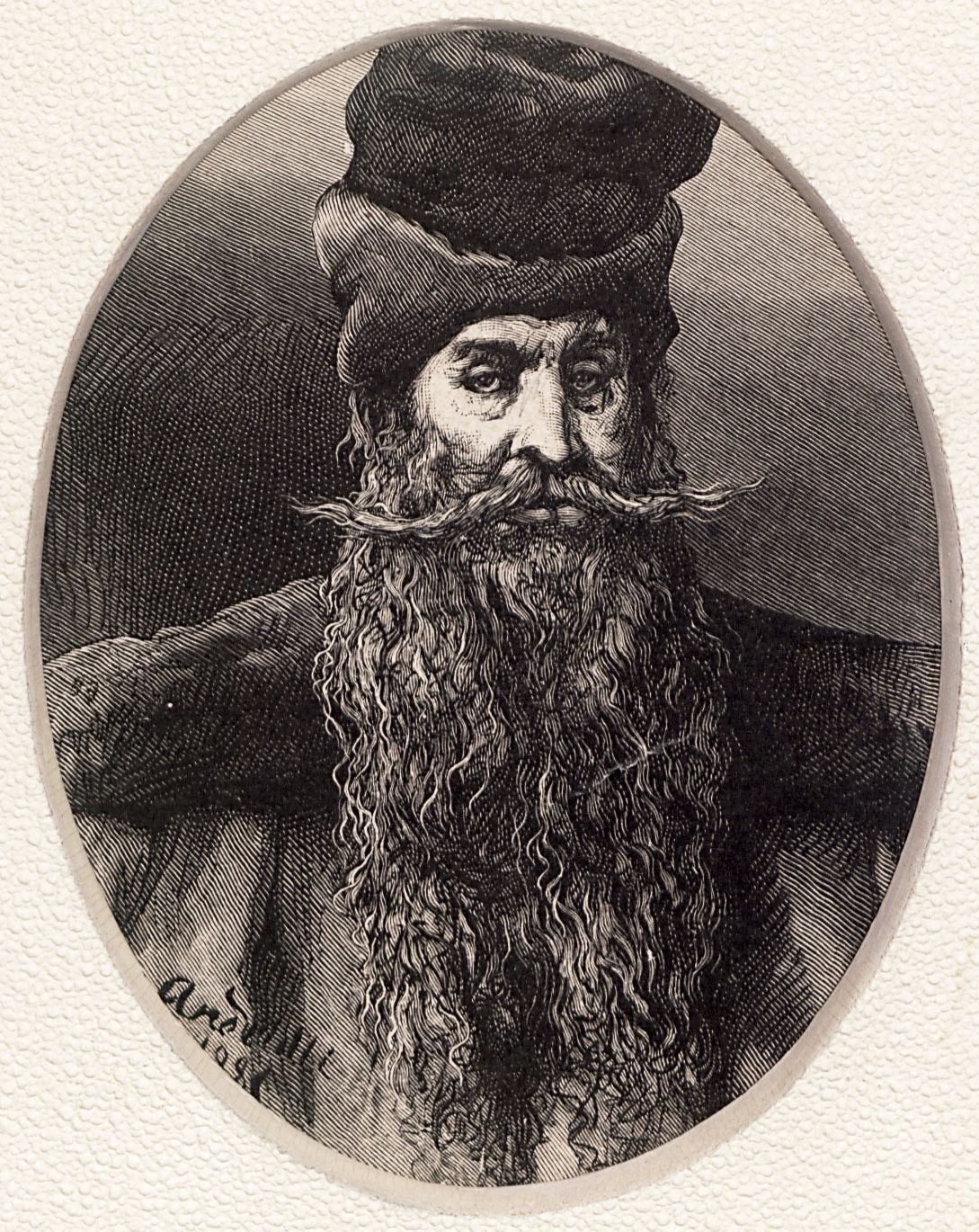
Olbracht Łaski wg Michała Andriollego

Olbracht Łaski herbu Korab (ur. 1536 w Kieżmarku, zm. 23 listopada 1604 w Łasku) – senator Rzeczypospolitej, wojewoda sieradzki w latach 1565–1604, starosta lanckoroński w latach 1574–1576, starosta marienburski, alchemik i awanturnik.

## Dzieciństwo i młodość
Był najmłodszym dzieckiem Hieronima Łaskiego i Anny z Kurozwęckich. Ojciec zmarł, gdy Olbracht miał lat pięć, matka w cztery lata po nim. Od tego czasu wychowaniem chłopca zajmował się spokrewniony z Łaskimi Maciej Łobocki, były duchowny, który zadbał o wykształcenie: sam wpajał mu historię, literaturę, filozofię, prawo, łacinę, grekę i niemiecki.
W wieku lat dwunastu został wysłany na dwór cesarza Karola V, który „...odkazał go i podał do służby bratu swemu rodzonemu Ferdynandowi”.
W roku 1551 ustały funkcje opiekuńcze rady rodzinnej (stryj Stanisław Łaski, wojewoda sandomierski Jan Tęczyński i kasztelan sądecki Seweryn Bonar), wobec czego Olbracht udał się do Polski celem objęcia dóbr dziedziczonych po ojcu. W kwietniu 1552 zawarł transakcje majątkowe wciągnięte do akt kancelarii królewskiej.
W roku 1553 pojechał do Wiednia, gdzie został sekretarzem Katarzyny Habsburżanki, córki Ferdynanda I i Anny Jagiellonki, by towarzyszyć jej w drodze do Krakowa, gdzie Habsburżanka została trzecią żoną króla Zygmunta Augusta. Stanowisko sekretarza było jedynie tytularne – młody magnat, poddany obu władców, miał swoją obecnością podkreślać dobre stosunki panujące pomiędzy domami Jagiellonów i Habsburgów.
W 1556 roku ponownie odwiedził Polskę, gdzie poznał bogatą wdowę po węgierskim magnacie Jerzym Seredym. Katarzyna Seredy była Polką (z domu Buczyńska), w posagu wniosła 100 tysięcy dukatów; ślub odbył się w roku 1558 w Kieżmarku.

## Wyprawa do Mołdawii
Olbracht Łaski udał się w roku 1559 do Alba Iulia w Siedmiogrodzie na dwór Izabeli Jagiellonki, licząc, że węgierska królowa zgodzi się na uczynienie z Siedmiogrodu bazy wypadowej przeciw Hospodarstwu Mołdawskiemu, bowiem Łaski postanowił zdobyć dla siebie tamtejszy tron. Poparcia królowej nie uzyskał (właśnie zmarła), natomiast na jej dworze poznał Heraklida Despota, podającego się za księcia awanturnika, który kilka lat wcześniej został zamieszany w spisek bojarski przeciw hospodarowi i musiał z Mołdawii uciekać.
Despot i Łaski doszli do porozumienia. Wrócili do Kieżmarku, gdzie Łaski zaczął zaciągi najemników na wyprawę. Tymczasem sytuacja międzynarodowa była niezwykle skomplikowana i delikatna: wobec poczynań cara Iwana Groźnego, który chciał zagarnąć dla Rosji Inflanty. Rzeczypospolitej wszelkie niepokoje na południowo-wschodnich rubieżach były nie na rękę, bowiem mogły prowadzić do wojny z Turcją. Dlatego maszerujące w stronę Mołdawii prywatne wojsko Łaskiego pod wodzą Despota zostało w roku 1560 zatrzymane na Podolu przez hetmana Mikołaja Sieniawskiego, rozbrojone i zawrócone.
W roku 1561 Łaski zwrócił się o pomoc do dworu cesarskiego, a uzyskawszy ją poprowadził 2000 najemników przez terytorium Węgier. 18 listopada rozbił wojska hospodara Aleksandra Lăpușneanu i osadził Despota na tronie w Suczawie. Otrzymał za to zamek Chocim i tytuł Wielkiego Hetmana, ale wydanych na wyprawę sto tysięcy dukatów nie odzyskał. Na dodatek musiał się tłumaczyć na sejmie egzekucyjnym 1562–1563 roku ze swych poczynań.

## Łaski i Beata Kościelecka

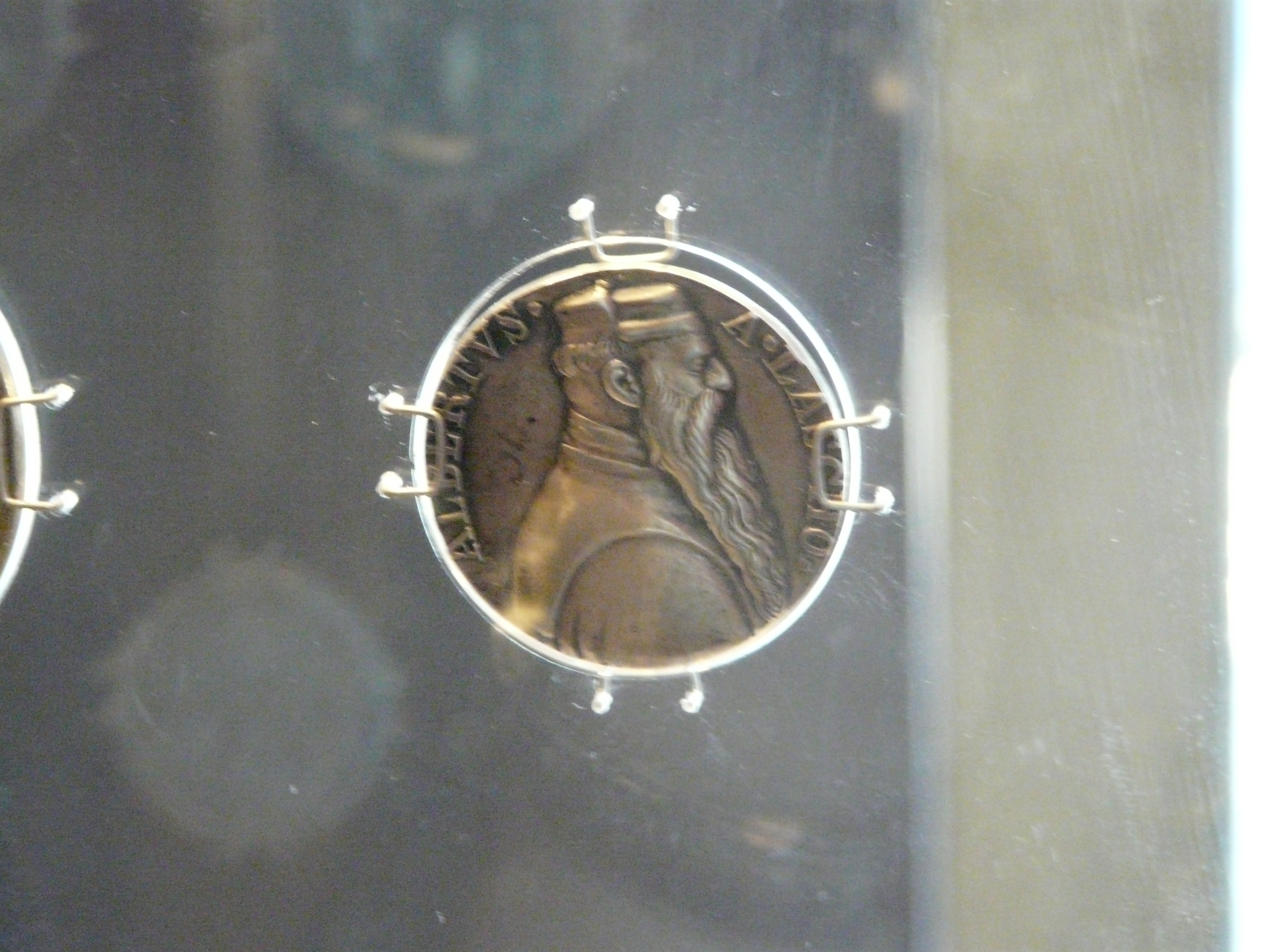
Medal Łaskiego

Olbracht Łaski żenił się trzykrotnie. Pierwszą żoną była Katarzyna Buczyńska (zmarła w roku 1559), wdowa po węgierskim magnacie Jerzym Seredym, której majątek roztrwonił na wyprawę mołdawską. Jego drugą żoną została w 1564 roku Beata Kościelecka (ur. 1515), która zasłynęła jako pierwsza znana z nazwiska turystka jaka odbyła wycieczkę w Tatry w 1565. Matka Beaty, Katarzyna Telniczanka, była podobno kochanką króla Zygmunta Starego; ówcześni tak podejrzewali, traktując jako dowód fakt, że Beata była wychowywana z królewskimi dziećmi przez Bonę.
Beata Kościelecka była osobą dużo starszą od Olbrachta (o 21 lat) i niezwykle zamożną, jako wdowa po księciu Eliaszu Ostrogskim. Związek ten miał zapewnić Łaskiemu gotówkę, której tak bardzo potrzebował na swoje przedsięwzięcia. Natychmiast po ślubie wywiózł ją do Kieżmarku i skłonił do przepisania na siebie majątku. Gdy to uczyniła, uwięził ją na zamku, gdzie trzymał ją w biedzie i ścisłym zamknięciu przez osiem lat. Pomimo błagalnych próśb i listów kierowanych do cesarza Ferdynanda I Habsburga, króla polskiego Zygmunta II Augusta, Anny Jagiellonki i zaprzyjaźnionych z nią magnatów, nikt nie ujął się za Beatą Kościelecką. Łaski, jako stronnik Habsburga, był osobą zbyt ustosunkowaną, by z nim zadzierać.
Sprawą Beaty zainteresowano się dopiero w 1573 roku, gdy cesarz nakazał staroście Górnych Węgier przeprowadzić śledztwo. Wpłynął na to też fakt, że w międzyczasie Łaski zawarł bigamiczne małżeństwo z Francuzką Sabiną de Sauve. Jednak zamieszanie wokół bezkrólewia i użyteczność Łaskiego dla Habsburgów spowodowały, że sprawa znów ugrzęzła. Choć Łaski utracił dobra swojej żony, dalej trzymał ją pod strażą, mimo że obiecywała rezygnację z pretensji do niego. Ostatecznie w 1576 roku życzliwy jej starosta Reubner uzyskał przeniesienie jej do Koszyc, gdzie jednak dalej pozostawała pod strażą. Tam zmarła w lipcu 1576 roku, więziona 11 lat. Została pochowana w Kieżmarku.

## Wojna i polityka

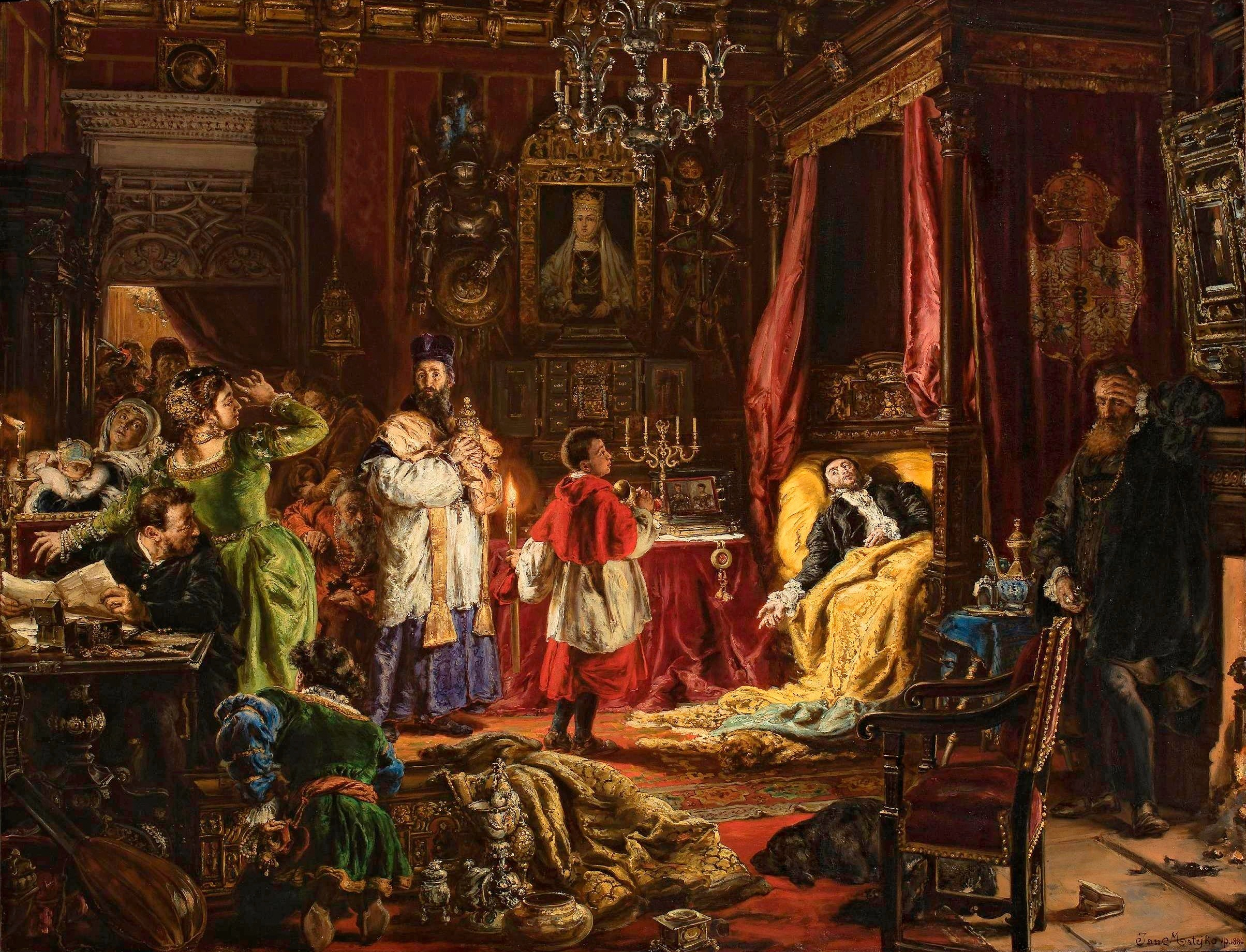
Zgon Zygmunta Augusta w Knyszynie

5 września 1566 zmarł Sulejman Wspaniały, a tron objął jego syn Selim II. Polska kancelaria królewska przygotowała instrukcję dla kasztelana wojnickiego Piotra Zborowskiego, który miał udać się do Konstantynopola i uzyskać pomoc Turcji w wojnie z Rosją. Sprawą oboczną było doprecyzowanie praw Polski do współdecydowania o obsadzaniu tronu mołdawskiego. W tej sytuacji nowy wypad Łaskiego mógłby wyrządzić znaczne szkody sprawie polskiej. Król jesienią wezwał Olbrachta do siebie by otrzymać zapewnienie, że ten nic w sprawie mołdawskiej nie knuje. Wojewoda gorąco zaprzeczył, chociaż w rzeczywistości zamierzał storpedować ewentualny układ polsko-turecki.
Wiosną roku 1568 (w trakcie rokowań w Konstantynopolu) Tatarzy najechali ziemie polskie. Dotarli aż na Wołyń, paląc, rabując i biorąc ludzi w jasyr. Tego wojewodzie było trzeba: zebrał swą prywatną armię i ruszył za Tatarami. Nie dogonił ich w granicach Rzeczypospolitej, a dopiero pod Oczakowem (czyli już na ziemiach sułtańskich). Pokonał ich, odbił jasyr, wziął tysiące sztuk bydła i owiec, po czym niepokonany wrócił do Polski. Ucierpiały na tym rokowania z Turcją. Sułtan uwierzył wprawdzie, że akcja Łaskiego była samowolą, ale porozumienia w sprawie mołdawskiej nie zaakceptował, a tym samym Łaski osiągnął to, co zamierzał. W kraju przez jakiś czas dawało się odczuć zaniepokojenie, czy wojewoda sieradzki nie ściągnie na Polskę nawały tureckiej, ale gdy okazało się, że to nie nastąpi, zaczęto go wychwalać. Mikołaj Rej, Marcin Bielski, a nawet Jan Kochanowski wspominali go w swoich utworach.
Jedynie król był nieugięty. Wojewoda szukał okazji udobruchania władcy. Na Sejmie roku 1569, który miał uchwalić Unię Lubelską, wygłosił mowę całkowicie zgodną z projektem Zygmunta Augusta, czym ujął sobie nie tylko króla, ale i szlachtę, bowiem wystąpił jednocześnie jako rzecznik egzekucji dóbr. Był sygnatariuszem aktu unii lubelskiej 1569 roku.
W 1569 roku przeszedł z kalwinizmu na katolicyzm i stał się gorliwym działaczem kontrreformacji.
W latach 1570–1572 próbował jeszcze (wespół z Tarnowskimi i Zborowskimi) zagarnąć ogromną schedę po nagle zmarłym synu hetmana Jana Tarnowskiego, Janie Krzysztofie, co zakończyło się sądem królewskim, od którego się wybronił, a także po raz ostatni sięgnąć po hospodarstwo mołdawskie, ale i tam mu się nie powiodło.

## Stronnik Habsburgów

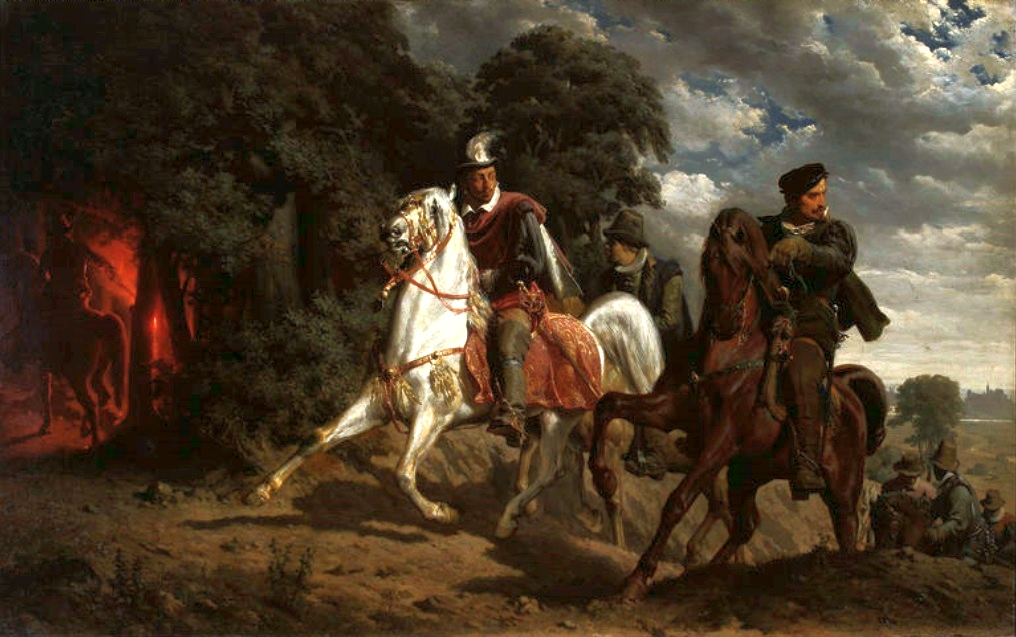
Ucieczka Henryka Walezego z Polski, obraz Artura Grottgera

7 lipca 1572 zmarł bezpotomnie król Zygmunt August, a w styczniu zebrał się w Warszawie sejm konwokacyjny. Był uczestnikiem zjazdu w Łowiczu 23 lipca 1572 roku. Olbracht Łaski widział na tronie Habsburga, tym bardziej że wkrótce dotarła do Polski wieść o nocy św. Bartłomieja w Paryżu, co wstrząsnęło polską szlachtą, zwłaszcza różnowierczą. Francuzi okazali się jednak przebiegli: poseł Jean de Monluc, oferujący Polakom kandydaturę królewskiego brata Henryka de Valois, złożył wojewodzie ofertę: za poparcie kandydata francuskiego 100 tysięcy talarów oraz podjęcie przez Francję w Konstantynopolu starań o oddanie mu hospodarstwa mołdawskiego.
Konwokacja zaowocowała najpierw aktem konfederacji warszawskiej, którą podpisał, a 18 maja wyborem nowego króla, który – po Ludwiku Węgierskim i Jadwidze – był trzecim Kapetyngiem na polskim tronie. W 1573 potwierdził elekcję Henryka III Walezego na króla Polski. Łaski był jednym z tych wielmożów, którzy ruszyli do Paryża z poselstwem do nowego władcy. Tam otrzymał obiecane 100 tysięcy, ale po powrocie do Polski (w atmosferze skandalu, który wybuchł po ujawnieniu bigamii), stracił zaufanie nowego króla związanego z politycznymi przeciwnikami Łaskiego.
Król Henryk nie zagrzał długo miejsca w Polsce. Nocą z 18 na 19 czerwca 1574 opuścił po kryjomu Wawel, przekroczył granicę pod Oświęcimiem i en carrière pognał do Francji, gdzie zmarł właśnie król Karol IX. Jego ucieczka wstrząsnęła Polską, była sensacją w całej Europie. Henryk zostawił wprawdzie listy obiecujące powrót, ale nikt w to nie wierzył. Na zjeździe senatorów 24 sierpnia w Warszawie postawiono Henrykowi warunek: jeśli nie wróci do końca maja 1575, zostanie zdetronizowany.
Podczas drugiego bezkrólewia w 1575 opowiedział się za elekcją cesarza Maksymiliana II Habsburga, ale królem wybrany został Stefan Batory, więc Łaski udał się na emigrację, lecz 12 października 1576 zmarł w Ratyzbonie cesarz Maksymilian, a jego syn i następca Rudolf nie był zainteresowany roszczeniami do polskiej korony. Tymczasem Łaskiemu kończyły się pieniądze. Dostał od cesarza jedynie 6 tysięcy talarów i z tym skromnym (jak na swoje potrzeby) majątkiem wyjechał do Włoch, a następnie na Węgry, skąd jednak musiał uchodzić. W styczniu 1581 udało mu się odzyskać łaskę królewską i wrócić do Polski. Spotkanie z Batorym nastąpiło 16 stycznia na drodze pod Liwem, a zaraz potem został przyjęty na liwskim zamku i uczestniczył w królewskim polowaniu.
Król okazał swą łaskę, ale nie powierzył Łaskiemu żadnych stanowisk. „Dane” mu starostwo spiskie należało wpierw wykupić, a on nie miał pieniędzy. W tej sytuacji wojewoda raz jeszcze ruszył za granicę.

## W Londynie i ostatnie lata
30 kwietnia lub 1 maja 1583 roku Łaski zjawił się w Londynie. Już w pierwszym tygodniu pobytu został dwukrotnie przyjęty na audiencji przez królową Elżbietę I, która kazała otoczyć go opieką swym faworytom hrabiemu Leicester i Filipowi Sidneyowi. Jednak celem podróży było pozyskanie dla siebie i dla polskiego króla alchemików Johna Dee i Edwarda Kelleya, którzy obiecywali góry złota każdemu, kto ich zatrudni.
21 września 1583 zaokrętował się wraz z obu Anglikami w Gravesend na statek i przez Szczecin wrócił do Polski. Jego finanse były w bardzo złym stanie. Utracił zastawiony Kieżmark i z dawnych dóbr ojcowskich na Spiszu została mu tylko (też zresztą zastawiona) Niedzica. Dee i Kelley bezskutecznie próbowali transmutacji piasku w złoto, więc – po audiencji u króla – w maju 1585 roku udali się do Pragi pod opiekę cesarską.

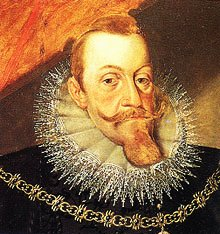
Zygmunt III Waza

12 grudnia 1586 zmarł nagle w Grodnie król Stefan Batory. Nastało kolejne bezkrólewie, a wraz z nim ostry spór między kanclerzem wielkim koronnym Janem Zamoyskim a Zborowskimi. Olbracht Łaski znalazł się w stronnictwie Zamoyskiego. W 1587 roku podpisał reces, sankcjonujący wybór Zygmunta III Wazy. Zamoyski pomógł Zygmuntowi Wazie w zdobyciu polskiego tronu, pokonując siły wspierające kandydata Habsburgów, arcyksięcia austriackiego Maksymiliana III Habsburga w bitwie pod Byczyną w roku 1588. Arcyksiążę został uwięziony na zamku w Krasnymstawie, po czym zrzekł się pretensji do polskiego tronu.
W roku 1588 Łaski doczekał się wreszcie nagrody. Otrzymał zasobne starostwo marienburskie w Inflantach, wraz z trzema położonymi na jego terenie zamkami: Marienburgiem, Schwanenburgiem i Kirempe oraz dwiema warzelniami soli. W rok później odsprzedał węgierskiej rodzinie Horváth Palocsay zastawioną jej Niedzicę. W 1589 roku był sygnatariuszem ratyfikacji traktatu bytomsko-będzińskiego na sejmie pacyfikacyjnym. Uczestniczył w zjeździe części szlachty województw wielkopolskich w Kole 10 sierpnia 1590.
W okresie od października 1593 do lipca 1594 wojewoda sieradzki towarzyszył królowi w jego pierwszej podróży do Szwecji i oddał tam Zygmuntowi III Wazie nieocenione zasługi, za co jednak wynagrodzony nie został. Jego miejsce u dworu zajęli synowie Jan Olbracht, Hieronim i Samuel.

## Olbracht Łaski w literaturze
O Olbrachcie Łaskim pisali m.in. Jan Kochanowski i Teodor Jeske-Choiński (O mitrę hospodarską, 1904). Wyprawę mołdawską Olbrachta Łaskiego opisuje Mikołaj Malinowski w wydanej w roku 1858 książce Jakób Heraklides i Olbracht Łaski: Ustęp z dziejów polskich XVI wieku W roku 2011 ukazała się powieść Axis mundi Wiktora Trojana, w której jest on głównym bohaterem. Powieść przybliża jeden z najbardziej dramatycznych epizodów życia Łaskiego, tj. wyprawy londyńskiej i kontaktów z najpopularniejszym ówcześnie magiem, Johnem Dee.